# John Locke
John Locke (ur. 29 sierpnia?/8 września 1632 we Wrington, zm. 28 października?/8 listopada 1704 w High Laver) – angielski filozof, lekarz, polityk i ekonomista. Twórca klasycznej postaci empiryzmu (empiryzm genetyczny) i liberalizmu. W ekonomii stworzył teorię wartości pieniądza, która stała się początkiem kierunku ekonomicznego zwanego monetaryzmem.
Najważniejsze dzieła Johna Locke’a (w porządku chronologicznym): List o tolerancji (1689), Dwa traktaty o rządzie (1689), Rozważania dotyczące rozumu ludzkiego (1690; wykorzystanie pojęcia Tabula rasa), Myśli o wychowaniu (1693).
Locke był cenzurowany przez Kościół katolicki – An essay concerning human understanding został wpisany na index librorum prohibitorum brewe papieża Klemensa XII z 1734 roku a The reasonableness of christianity as delivered in the scriptures dekretem Świętego Oficjum z 1737 roku.

## Życiorys

### Młodość i edukacja
John Locke urodził się w rodzinie purytańskiej we Wrington pod Londynem. Jego ojciec był miejscowym prawnikiem, w młodości zaangażowanym w rewolucję purytańską Cromwella. Dzięki poparciu przyjaciela ojca, który był członkiem parlamentu, John Locke został przyjęty do elitarnej Westminster School w Londynie, po skończeniu której dostał się do równie prestiżowego Christ Church College Uniwersytetu w Oksfordzie w 1652 roku. W Oksfordzie studiował chemię i medycynę, teologię i filozofię, zwłaszcza pisma Kartezjusza, Gassendiego i Hobbesa. W Christ Church Locke otrzymał staranne, klasyczne wykształcenie, ale jednocześnie miał też okazję poznać takich ludzi jak Robert Boyle i Isaac Newton. Przez pewien czas opiekunem naukowym Locke’a był Robert Boyle, który zapoznał go z atomistyczną teorią materii, filozofią racjonalistyczną Kartezjusza oraz koncepcjami empirystycznymi Bacona. Pod wpływem tych idei Locke napisał pierwszą wersję swojego dzieła filozoficznego: An Essay Concerning Human Understanding (Rozważania dotyczące rozumu ludzkiego), które było jednocześnie jego rozprawą doktorską. Oprócz tego w ramach studiów w Christ College Locke uzyskał stopień magistra sztuki medycznej.

### Działalność w roli sekretarza Lorda Shaftesbury
Rozważania Locke’a, a także jego uniwersalne humanistyczno-techniczno-medyczne wykształcenie zwróciły na niego uwagę wpływowego polityka, tworzącego właśnie ministerstwo ds. kolonii w brytyjskim rządzie – Anthony’ego Ashleya Coopera – Pierwszego Lorda Shaftesbury. Mianował on Locke’a swoim osobistym sekretarzem i lekarzem. John Locke wstąpił do Towarzystwa Królewskiego w roku 1668. Przez ręce Locke’a przez kilkanaście lat przepływała cała obfita korespondencja między rządami poszczególnych kolonii a rządem Wielkiej Brytanii. Oprócz tego, Locke wraz ze swoim mocodawcą odbył kilkanaście podróży służbowych po niemal wszystkich koloniach brytyjskich. Jak głosi legenda, Locke napisał wtedy konstytucję dla stanu Karolina, której jednak w owym czasie nie zatwierdził jego szef, a będącą później prawzorem konstytucji USA. Kariera rządowa Locke’a skończyła się, gdy wydał się spisek Anthony’ego Ashleya Coopera – Pierwszego Lorda Shaftesbury przeciw królowi Karolowi II. Locke musiał uciec z Anglii do Francji, gdzie przebywał w latach 1675–1679. Przez następne kilkanaście lat tułał się po Europie, żyjąc z oszczędności, kończąc ostateczną wersję Rozważań i pisząc List o tolerancji i Dwa traktaty o rządzie. Po nowym prześladowaniu i śmierci Shaftesbury’ego uciekł do Holandii w 1683 i powrócił do Anglii dopiero po zdetronizowaniu Jakuba II Stuarta (1688). Wówczas też ogłosił anonimowo traktaty List o tolerancji (1689) i Dwa traktaty o rządzie (1689). W swoich pismach „Two Treatises of Government” (1690) i „The Reasonableness of Christianity” (1695) popierał polityczny i religijny liberalizm. Jego dzieło pedagogiczne „Some Thoughts Concerning Education” oddziałało silnie na Rousseau.

### Powrót z wygnania i praca w ministerstwie kolonii
Po zdetronizowaniu Jakuba II Stuarta w wyniku chwalebnej rewolucji i objęciu władzy przez nowego króla – Wilhelma Orańskiego Locke mógł wrócić do kraju. Początkowo zajął się ponownie karierą naukową w Christ Church College w Oksfordzie, obejmując katedrę medycyny, szybko jednak powołano go do odtworzenia ministerstwa kolonii, w którym do końca życia pełnił później funkcję osoby odpowiedzialnej za kolonie północnoamerykańskie. Zmarł 28 października 1704 r.

## Poglądy filozoficzne
John Locke zajmował się głównie teorią poznania. W jej ramach stworzył aparat pojęciowy, będący później podstawą wielu systemów filozoficznych od empiryzmu po fenomenologię. Wyjściem do jego rozważań była z jednej strony fascynacja jasnością myślenia Kartezjusza, a z drugiej zdroworozsądkowy osąd rzeczywistości przejęty od Roberta Boyle’a i Francisa Bacona. Celem Locke’a stało się stworzenie systemu pojęć, których klarowność dorównywałaby systemowi Kartezjusza, ale bardziej zgodnego ze zdroworozsądkowym podejściem do rzeczywistości.

### Zmysły, wrażenia, idee proste i idee złożone
Ów zdroworozsądkowy pogląd sprowadzał się do tego, że wbrew idealistom i racjonalistom większość ludzi sądzi, że cała ich wiedza pochodzi z doznań zmysłowych, nie jest zaś wynikiem kontaktu z inną rzeczywistością ani nie jest wrodzona. Locke podzielał ten pogląd. Jego rewolucyjnym pomysłem było to, że idee zawarte w ludzkich umysłach nie są jakimiś tajemniczymi, samoistnymi bytami, lecz są po prostu efektem analizy danych zmysłowych dokonywanej przez umysł.
Locke analizując to, jak umysł tworzy idee na podstawie danych zmysłowych, podał prosty schemat ich powstawania:
- Bodźce zmysłowe tworzą w umyśle wrażenia, które są następnie automatycznie grupowane w „obiekty”, które Locke nazwał ideami prostymi. Idee proste to np. ‘jedno, konkretne krzesło’.
- Idee proste podlegają już procesowi myślenia – tzn. można je zestawiać, porównywać, analizować i na tej podstawie tworzyć idee złożone, będące albo uśrednionymi pojęciami zawierającymi w sobie całe zbiory idei prostych o wspólnych cechach (np. ‘krzesło’ określające zbiór wszystkich krzeseł), albo uśrednionymi pojęciami zawierającymi relacje istniejące między ideami prostymi (np. ‘zderzenie’, czyli relacja szybkiego zetknięcia się dwóch idei prostych ze zbioru ‘przedmioty’).
- Tak powstałe idee złożone zaczynają żyć w umyśle człowieka „własnym życiem”, tj. ulegają dalszym przekształceniom, uogólnieniom itd., na skutek czego powstają wreszcie idee abstrakcyjne – pozornie całkowicie niezależne od bodźców zmysłowych, w rzeczywistości jednak będące zawsze jakimś dalekim echem idei prostych.

Z punktu widzenia dzisiejszej nauki taki schemat funkcjonowania umysłu wydaje się oczywisty, jednak w czasach Locke’a oznaczał on całkowite zerwanie z platońskim sposobem rozumienia
świata idei jako bytu „samego w sobie” i potraktowania ich po prostu jako zjawiska psychicznego.

### Zasady poprawności rozumowania
Przy okazji analizy funkcjonowania umysłu, Locke zauważył, iż ze względu na to, że idee złożone żyją „własnym życiem” często zdarza się, że rozumowania oparte wyłącznie na ideach złożonych zaczynają schodzić na manowce, tzn. spekulacje czynione z ich użyciem tracą całkowicie jakiekolwiek odbicie w realnej rzeczywistości. Stąd pomysł, aby wyłącznie na podstawie zawartości własnego umysłu wysnuwać daleko idące wnioski na temat realnej rzeczywistości, jest pomysłem chybionym i nie daje rzetelnej wiedzy. Rzetelna wiedza musi się opierać na ideach prostych (w rozumieniu Locke’a), czyli w praktyce na danych zmysłowych. Stąd najprostszym sposobem sprawdzenia poprawności naszego rozumowania w zakresie idei złożonych jest wyciągnięcie z nich jakiegoś praktycznego, dającego się zbadać wniosku i sprawdzenie, czy jest on zgodny z naszymi wrażeniami zmysłowymi.

### „Zmysł wewnętrzny”
W późniejszych wersjach swojej koncepcji Locke starał się też rozciągnąć swoją teorię na
same zjawiska psychiczne. Jego pierwsi krytycy atakowali go bowiem za to, że jego pierwotny schemat działania umysłu nie uwzględniał w ogóle tzw. odczuć wewnętrznych, które są przecież
faktycznymi wrażeniami odczuwanymi przez każdego człowieka. Locke starał się poradzić sobie z tym problemem, tworząc pojęcie „zmysłu wewnętrznego”. Zmysł ten byłby odpowiedzialny za odbieranie bodźców z naszego własnego wnętrza, na podstawie których tworzą się idee proste, takie jak: doznanie bólu, przyjemności, sytości, głodu itd., które z kolei przekształcają się w idee złożone odbierane jako emocje.
Schemat odczuwania bodźców od „zmysłu wewnętrznego” był potem jednak często krytykowany i
ten słaby punkt teorii Locke’a stał się potem punktem startu dla kolejnych empiryków, a zwłaszcza Berkeleya.

### Teoria polityczna
Być może największym dokonaniem Locke’a w dziedzinie filozofii polityki było opracowanie teorii rządów republikańskich, która odzwierciedlała poglądy charakterystyczne również dla wielu innych myślicieli klasycystycznych. Teoria klasycznego republikanizmu z czasem została przekształcona w teorie nowoczesnych demokracji. Niektóre fragmenty głównego dzieła Locke’a na ten temat, Dwóch traktatów o rządzie są w całości cytowane w Deklaracji Niepodległości i Konstytucji USA, tworząc ich filozoficzną podstawę.
Locke wspierał ideę trójpodziału władzy. Jednakże w przeciwieństwie do Monteskiusza, twierdził, że władza powinna dzielić się na ustawodawczą, wykonawczą oraz zajmującą się polityką zagraniczną, czyli władzę federacyjną.

### Siła wspólnoty
Kluczowa dla myśli Locke’a jest koncepcja stanu naturalnego, którą rozwinął wcześniej Thomas Hobbes. Locke, podobnie jak Hobbes, wychodził z założenia, że ludzie są z natury egoistami, dążącymi do przyjemności. Hobbes uznawał, że stan natury to stan wojny wszystkich ze wszystkimi, czyli sytuacji, gdy każdy, wykorzystując swoje naturalne zdolności, stara się wydrzeć dla siebie jak najwięcej bez oglądania się na bliźnich. Locke, w odróżnieniu od Hobbesa uważał, że ludzie czasami są zdolni do zachowań altruistycznych, wynikających z poczucia wspólnoty i że proporcje działań czysto interesownych do altruistycznych zależą od siły poczucia wspólnotowości.
Locke uznawał stan natury za pewną hipotezę, nie umiejscawiał jej w czasie i przestrzeni. Wyjście ze stanu natury nastąpiło poprzez zawarcie umowy społecznej, decyzje o jej zawarciu jednostki podjęły w sposób wolny i racjonalny. Na skutek umowy społecznej jednostki rezygnują z części wolności, wybierają władzę, ale zachowują wciąż prawo do prywatności, władza nie może narzucać jednostkom nic, co dotyczy ich prywatności.

### Poczucie wspólnoty zależne od rzeczywistego wpływu na rządy
Drugim ważnym argumentem wstępnym Locke’a było to, że poczucie wspólnotowości jest silnie zależne od rzeczywistego wpływu na rządy sprawowane wewnątrz wspólnoty. W „królestwie Hobbesa”, gdzie niepodzielnie rządzi jeden władca, wszyscy pozostali członkowie wspólnoty są całkowicie ubezwłasnowolnieni, mają więc minimalne poczucie wspólnoty i dlatego do zachowań altruistycznych trzeba ich zmuszać siłą, a po upadku króla istotnie następuje wojna wszystkich z wszystkimi, aż do czasu, gdy ktoś wygra, zostanie nowym królem i zmusi pozostałych do posłuszeństwa. Gdyby jednak udało się zastąpić jedynowładztwo systemem, który daje proporcjonalny udział we władzy wszystkim członkom wspólnoty, każdy z nich miałby proporcjonalne poczucie wspólnoty i byłby gotów do rezygnacji z części swoich interesów na jej rzecz. Taki system byłby z pewnością stabilniejszy od rządów autokratycznych, pytanie tylko, jak to zrobić, by sprawnie funkcjonował.

### Warunki dla sprawnej republiki
Locke twierdził, że taka wspólnota musi być przede wszystkim tworzona przez świadomych ludzi, rozumiejących podstawy jej funkcjonowania.
- Umowa społeczna jasno zawarta w konstytucji. Podstawy te można zawrzeć w formalnej umowie, zwanej konstytucją, którą w pewnym sensie każdy z członków wspólnoty zawierałby z innym członkiem wspólnoty. Umowa ta stanowić musi podstawowe prawo danej wspólnoty, nie może być „tajna” i wszystkie późniejsze akty prawne nie mogą być z nią sprzeczne. Umowa ta powinna być tak sporządzona, aby dawać tylko absolutnie niezbędną władzę wspólnocie nad jej członkami, tak aby każdy z jej członków musiał rezygnować w jak najmniejszym stopniu z interesu własnego. Umowa ta staje się pewnego rodzaju suwerenem takiej wspólnoty, tj. cała władza we wspólnocie ma swoje źródło w tym tekście, a nie w osobistym zdaniu jakiegoś pojedynczego człowieka (np. króla).

- Rządy prawa, a nie siły. Drugim warunkiem sprawnego funkcjonowania takiej społeczności muszą być rządy prawa – czyli uznanie, że wspólnota ma prawo użyć siły przeciw swojemu członkowi dopiero wtedy, gdy ten złamie prawo. Prawo to musi być ustanowione przez wszystkich członków wspólnoty na drodze dyskusji i znajdowania wspólnego stanowiska, a jego treść powinna być łatwo dostępna dla wszystkich.

- Władza dla całej wspólnoty, dla rządu tylko prerogatywy. Trzecim warunkiem było stworzenie systemu, w którym władza wykonawcza (rząd), zajmująca się bieżącym zarządzaniem sprawami wspólnoty, musi być wybierana na zasadzie ugody wszystkich jej członków, np. poprzez wybory. Rząd w takiej wspólnocie nie ma władzy suwerena, lecz jego władza jest „delegowana” przez wszystkich członków wspólnoty na zasadzie przekazania prerogatyw, które mówią tej władzy, co ma robić i co jej wolno robić. Prerogatywy te, ze względu na zasadę minimalnego ograniczania wolności poszczególnych członków wspólnoty, powinny być możliwe jak najmniejsze, tylko takie, jakie są absolutnie niezbędne do sprawnego funkcjonowania rządu.

- Wolność wypowiedzi, zrzeszania się i prowadzenia działalności gospodarczej. Ostatnim warunkiem jest to, aby prawa i rząd pod żadnym pozorem nie ograniczały tzw. praw naturalnych członków wspólnoty, a więc prawa do wypowiadania własnego zdania, bez którego nie ma szans na prowadzenie uczciwych dysput politycznych, prawa do zrzeszania się, bez którego nie ma możności forsowania własnych poglądów w ramach wspólnoty, oraz do prowadzenia własnej działalności gospodarczej, co pociąga też za sobą prawo do posiadania własnego majątku.

Teoria Locke’a była później rozwijana przez wielu innych politologów. Bezpośrednim następcami Locke’a byli David Hume i Adam Smith, a w czasach nowoczesnych do Locke’a nawiązywał John Stuart Mill.
John Locke zajmował się również badaniami nad religią. Jego ewolucjonistyczne podejście jawiło się w poglądach na stadialny rozwój religii. Za pierwotną jej formę uznawał ateizm pierwotny, następnie fetyszyzm, totemizm, szamanizm, idolatrię (antropomorfizm) oraz monoteizm. Uważał, że o stopniu religijności świadczy stosunek wyznawców wiary do obiektów kultu. Najwyższy szacunek posiadali wyznawcy chrześcijaństwa.